# Nda'nda'
Le nda'nda' est une langue bamiléké parlée au Cameroun dans la région de l'Ouest, à travers le Koung-Khi, Haut-Nkam, à l'est de Bana, dans les départements du Ndé et de la Mifi, également dans la région du Littoral et le département du Nkam
En 1990, le nombre de locuteurs était estimé à 10 000.

## Répartition géographique
Le Nda'nda' est la langue parlée à:
Batoufam, Bamena, Baloumgou, Bandrefam, Njinbouot-Fongué ou Batoufam 2, Batchingou, Bangou, Balambo, Bangoua, Bangang-Fondji , Batcha et Bazou.

## Dialectes
Ses dialectes sont l'undimeha (nda'nda' de l'Est), l'ungameha (nda'nda' de l'Ouest et du Sud), le batoufam ou encore "nda´nda tsewfap" (sous-dialecte du nda'nda' de l'Est).